# Hanna Mariën
 (août 2016).
Si vous disposez d'ouvrages ou d'articles de référence ou si vous connaissez des sites web de qualité traitant du thème abordé ici, merci de compléter l'article en donnant les références utiles à sa vérifiabilité et en les liant à la section « Notes et références ».
Hanna Mariën, née le 16 mai 1982 à Herentals, est une athlète belge, spécialiste du sprint. Son club est l'AC Waasland. Après sa retraite de l'athlétisme en 2012 elle participe à des épreuves de bobsleigh. En 2014 elle est désignée port-drapeau de la délégation belge.

## Carrière

### Athlétisme
Déclassement a posteriori du relais russe féminin médaillé d'or à Pékin
À la suite du scandale de dopage concernant la Russie, 454 échantillons des Jeux olympiques de Pékin en 2008 ont été réanalysés en 2016 et 31 se sont avérés positifs dont Aleksandra Fedoriva et Yuliya Chermoshanskaya, médaillées d'or du relais 4 x 100 m. À la suite de ces nouvelles analyses effectuées sur les échantillons de l'athlète russe Yuliya Chermonshanskaya et qui révèlent la présence de produits interdits, le Comité international olympique décide en août 2016 de déposséder l'ensemble du relais russe féminin de leur médaille d'or acquise sur le 4 x 100 m. La Belgique qui avait obtenu la médaille d'argent en 2008, récupère ainsi la médaille d'or huit ans après et devient donc championne olympique de la discipline.

### Bobsleigh
Elle concourt par la suite en bobsleigh et participe aux Jeux olympiques d'hiver 2014 avec Elfje Willemsen en tant que freineuse. Mariën et Willemsen terminent au sixième rang.

## Palmarès

### Jeux olympiques d'été
- Jeux olympiques d'été de 2008 à Pékin ( Chine)
  -  Médaille d'or en relais 4 × 100 m[N 1]

### Championnats du monde d'athlétisme
- Championnats du monde d'athlétisme de 2007 à Osaka ( Japon)
  -  en relais 4 × 100 m

## Meilleurs temps
En extérieur
- 100 m :11 s 41 à Bruxelles le 9 juillet 2006
- 200 m : 22 s 68 à Bruxelles le 9 juillet 2006

En salle
- 60 m : 7 s 37 à Gand le 17 février 2008
- 200 m : 23 s 39 à Gand le 24 février 2008